# Borek Lipiński
Borek Lipiński – wieś w Polsce położona w województwie łódzkim, w powiecie sieradzkim, w gminie Warta. Miejscowość wchodzi w skład sołectwa Mogilno.
W latach 1975–1998 miejscowość administracyjnie należała do województwa sieradzkiego.